# Saint-Donan
Saint-Donan é uma comuna francesa na região administrativa da Bretanha, no departamento Côtes-d'Armor. Estende-se por uma área de 22,82 km². Em 2010 a comuna tinha 1 491 habitantes (densidade: 65,3 hab./km²).